# Carrozzeria Boneschi
La Carrozzeria Boneschi (Carrosserie Boneschi en italien) est une entreprise de design en carrosserie automobile italienne, créée à Cambiago, dans la proche banlieue de Milan en 1919. Depuis 1995, elle fait partie du Groupe Savio de Turin.

## Histoire
La Carrozzeria Boneschi S.r.l. a été créée dès la fin de la Première Guerre mondiale, en 1919, par Giovanni Boneschi sur la commune de Cambiago, dans la banlieue de Milan. Au début de son activité, l'entreprise réalisa de nombreuses carrosseries automobiles de prestige de l'époque, mais ne fit pas fortune dans ce domaine. Il faut attendre 1922, avec le lancement de la révolutionnaire Lancia Lambda, que la réputation de l'entreprise se trouva mise en avant. 
À cette époque, aucun véhicule, automobile ou autobus et même parfois les cabines de camion, n'étaient vendus complets par les constructeurs automobiles, prêt à l'usage comme aujourd'hui. Tous les constructeurs réalisaient des châssis motorisés que chaque client devait ensuite faire habiller chez un carrossier de son choix. Chaque véhicule devenait ainsi assez onéreux du fait de son unicité mais, le client pouvait faire réaliser la carrosserie sur mesure et l'aménagement intérieur selon son goût et ses besoins.
C'est grâce à Enrico Minetti, concessionnaire Lancia sur Milan et banlieue, qui lors d'une rencontre avec Giovanni Boneschi l'informe de son projet de proposer à sa clientèle des produits presque terminés avec des carrosseries de luxe mais légèrement personnalisables. Boneschi lui fait part de son intérêt pour réaliser ces carrosseries « à l'avance » et lance la production d'une série limitée de Lancia Lambda avec ses carrosseries. 

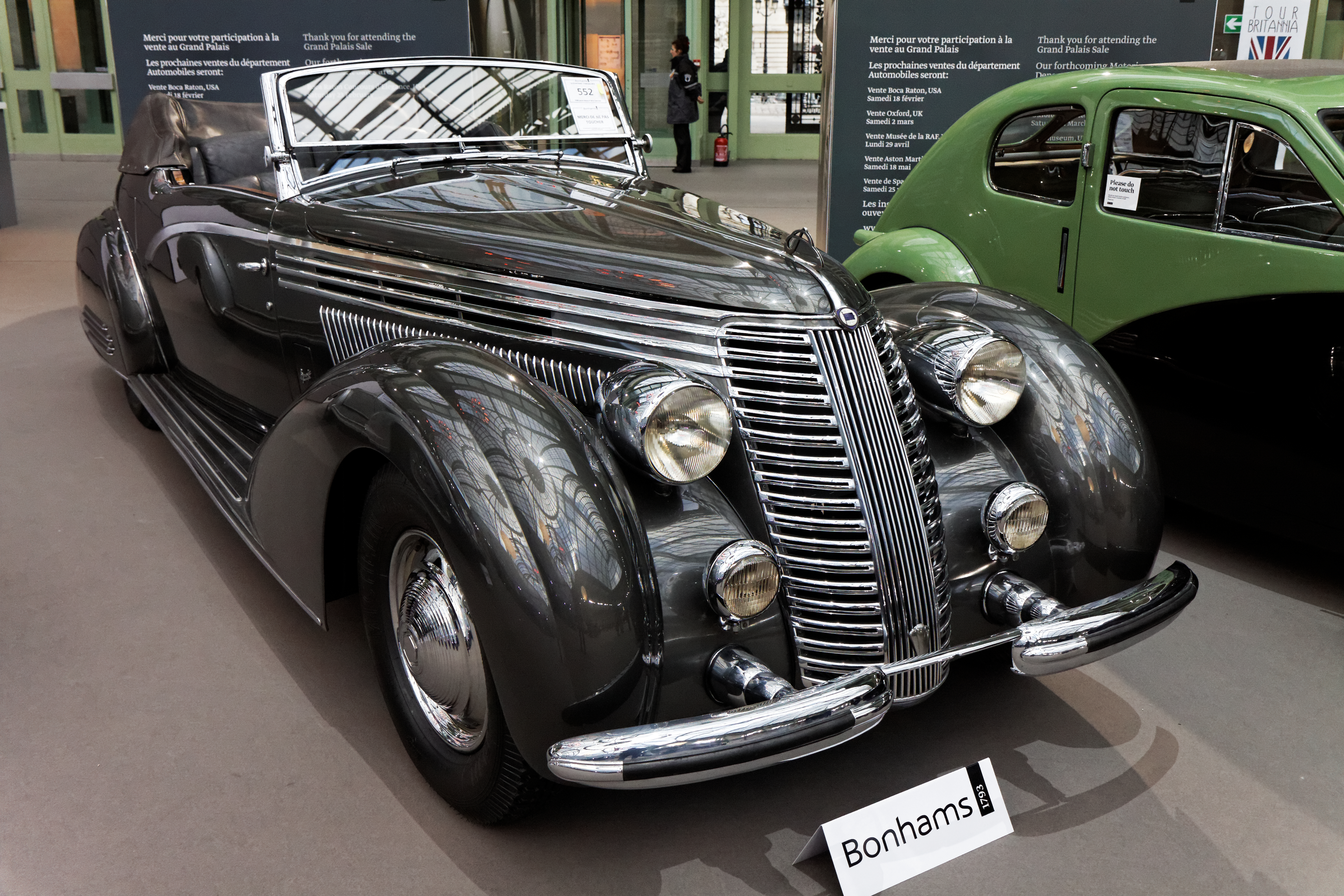
Une Lancia Astura Boneschi Cabriolet de 1938

Entre 1924 et 1926, la Carrozzeria Boneschi réalise aussi plusieurs carrosseries pour des modèles Citroën mais très vite, l'entreprise se consacre uniquement aux modèles Lancia. C'est à cette époque que verront le jour les carrosseries les plus raffinées produites par l'entreprise, réalisées sur les châssis des modèles Lancia Dilambda, Astura et Aprilia. 
À la fin des années 1930, peu avant le début de la Seconde Guerre mondiale, la Carrozzeria Boneschi entame une collaboration avec le constructeur automobile milanais Alfa Romeo. Plusieurs exemplaires de carrosserie spéciales ont habillé l'Alfa Romeo 6C 2500 avec des personnalisations très différentes, les fameuses fuori serie italiennes.
Durant la guerre, l'activité de l'entreprise a été complètement arrêtée à la suite des bombardements subis qui ont détruit les ateliers. Il faudra reconstruire intégralement l'usine et racheter tout l'outillage de production, mais l'entreprise repris son activité et invente un nouveau style pour habiller les châssis de l'Alfa Romeo 6C 2500 toujours en production. La voiture est devenue, au lendemain de la guerre, une grande voiture de représentation et d'apparat pour les responsables politiques italiens de l'époque. 
Hormis le secteur automobile, une de ses créations les plus célèbres est un véhicule publicitaire commandé par la société suisse CIBA pour promouvoir le dentifrice Binaca sur le Tour d'Italie 1951. La Carrozzeria Boneschi a réalisé une magnifique barquette à quatre places sur une base de Fiat 1100A "Musone", avec une carrosserie qui avait la forme d'un tube de dentifrice,.
En 1953, c'est l'Alfa Romeo 1900 qui reçoit une carrosserie spéciale signée Boneschi et produit en deux exemplaires. La même année, Boneschi lance son interprétation de la Lancia Aurelia B53. 
En 1957, Boneschi poursuit sa collaboration avec Alfa Romeo en signant et réalisant la carrosserie de la Giulietta Giardiniera baptisée "Weekendina" et, en 1960, signe une déclinaison coupé et cabriolet de l'Alfa Romeo 2600. 
En 1961, Boneschi réalise une magnifique version cabriolet de la Lancia Flaminia en collaboration avec Rodolfo Bonetto, baptisée « Amalfi ». 
À partir du milieu des années 1960, la demande de carrosseries spéciales fuori serie se raréfie au point que l'entreprise doit s'orienter vers le secteur des véhicules industriels autobus et équipements de camions.

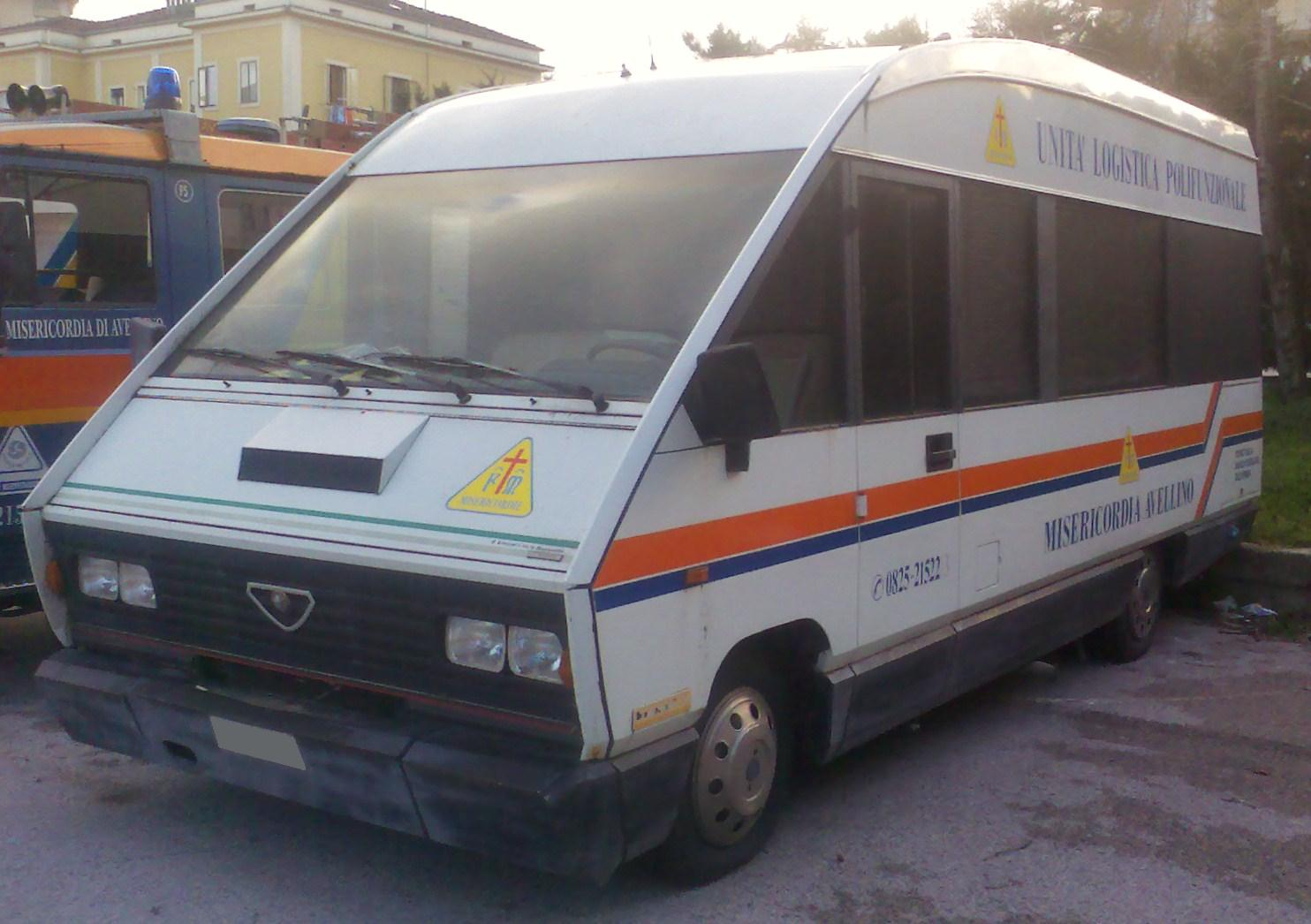
Ambulance Alfa Romeo AR8 Boneschi

Au début des années 1970, l'entreprise abandonne le secteur de la carrosserie automobile classique pour se consacrer uniquement sur les véhicules industriels sur des bases Fiat V.I. et OM, puis Iveco. Au milieu des années 1980, l'entreprise va tenter un retour dans l'automobile avec une version spéciale de la Lancia Thema qui ne sera pas exposée dans les salons. L'entreprise va connaître une période difficile et est reprise par un important carrossier turinois, le groupe Savio, qui avait connu la même évolution que Boneschi quelques années plus tôt mais qui avait réussi à maintenir une activité florissante malgré la conjoncture.

### Les grandes collaborations de Carrozzeria Boneschi
Parmi les grandes signatures Boneschi, on peut citer ses études et réalisations pour les constructeurs français Talbot, britannique Rolls-Royce, italiens Alfa Romeo, Lancia et FIAT.
La Carrozzeria Boneschi s'est particulièrement distinguée dans le domaine des véhicules sanitaires, commerciaux, publicitaires et blindés. On lui doit notamment la version ambulance militaire de l'Iveco VM 90, mais également les aménagements de wagons ferroviaires. 

## Principales réalisations signées Varesina
- Autobus Isotta Fraschini D80 pour ATM Milan,
- Automobile Lancia Trikappa Coupé de ville,
- Autobus OM Titano en 1938
- Autobus et trolleybus Alfa Romeo 110A
- Autobus Alfa Romeo MilleA
- Automobile de grand luxe Fiat 505
- Véhicule publicitaire Fiat 1500 CIS en 1951